# Robert Herrera
Robert Herrera, vollständiger Name Robert Fabián Herrera Rosas, (* 1. März 1989 in Río Branco) ist ein uruguayischer Fußballspieler.

## Karriere

### Verein
Der 1,85 Meter große Defensivakteur Herrera, der teilweise auch als Fabián Herrera geführt wird, spielte vor Beginn seiner Profikarriere für die Melo Wanderers. Er steht mindestens seit der Clausura 2009 im Kader des uruguayischen Erstligisten Defensor. In den Spielzeiten 2009/10 bis einschließlich 2012/13 absolvierte er 59 Begegnungen in der Primera División und erzielte zwei Treffer. Hinzu kommen fünf Partien (kein Tor) in der Liguilla Pre Libertadores 2009. In diesen Zahlen sind 22 Spiele in der Saison 2009/10 berücksichtigt. Für diese Saison weisen andere Quellen jedoch lediglich 17 Ligaeinsätze auf. In der Saison 2013/14 kam er in zwölf weiteren Ligaspielen (kein Tor) zum Einsatz. Zudem lief er seit 2009 in insgesamt 19 Partien der Copa Libertadores auf (kein Tor). Bei der Copa Libertadores 2014 erreichte er mit Defensor das Halbfinale. In der Spielzeit 2014/15 stand er in 23 Erstligapartien auf dem Platz (kein Tor). Im Juni 2015 wechselte er zum mexikanischen Verein Puebla FC. Für die Mexikaner absolvierte er bislang (Stand: 9. September 2016) 36 Erstligaspiele (ein Tor), eine Begegnung (kein Tor) in der Copa México und zwei Partien (kein Tor) in der Copa Libertadores 2016.

### Nationalmannschaft
Herrera gehörte der uruguayischen U-20-Auswahl bei der U-20-Südamerikameisterschaft 2009 in Venezuela an. Dort bestritt er sieben Länderspiele. Auch nahm er mit Uruguay an der U-20-Weltmeisterschaft 2009 in Ägypten teil. Im Verlaufe des WM-Turniers wurde er einmal im Gruppenspiel gegen Ghana eingesetzt. Herrera gehörte zudem im Vorfeld der Olympischen Sommerspiele 2012 zum von Nationaltrainer Óscar Tabárez aufgestellten erweiterten Kader der U-23.